# Göngudalshorn
Göngudalshorn är en bergstopp i republiken Island. Den ligger i regionen Västfjordarna, 200 km norr om huvudstaden Reykjavík. Toppen på Göngudalshorn är 790 meter över havet.
Närmaste större samhälle är Þingeyri, nära Göngudalshorn. Trakten runt Göngudalshorn består i huvudsak av gräsmarker.